# Corydoras julii
Il coridora leopardo (Corydoras julii Steindachner, 1906) è un pesce osseo della famiglia dei Callictidi.

## Distribuzione e habitat
La specie è originaria di alcuni affluenti del Rio delle Amazzoni, tra cui Rio Guamá, Rio Ararandeua, Rio Peixe-Boi, Rio Jamari, Rio Pindaré, Rio Trombetas.

## Descrizione

### Dimensione
In natura misura fino a 6 cm di lunghezza, mentre in acquario raramente supera i 4 cm.

### Aspetto
Il corpo è massiccio e a forma di triangolo rettangolo, sul cui cateto minore s'innesta la grossa testa dotata di grossi occhi rotondi e bocca a ventosa posta in posizione inferiore, che lascia intuire le abitudini bentoniche della specie: la bocca è circondata da tre paia di barbigli (quattro anteriori più grandi e due più interni di minori dimensioni), che fungono da recettori chimici ed aiutano il pesce a trovare il cibo sul substrato.
Il colore è prevalentemente grigio-biancastro, quasi trasparente: su tutto il corpo sono presenti, in tre file ordinate, delle caratteristiche maculature e variegature nere o blu scure che danno il nome comune alla specie. In alcuni casi, le maculature sono poste in modo tale da dar adito a confusione con l'affine e piuttosto simile Corydoras trilineatus, che tuttavia si differenzia da C. julii per una disposizione delle maculature in gruppi piuttosto che in file. Essendo C. julii più raro e quindi difficile da reperire di C. trilineatus, il suo costo è maggiore: alcuni negozianti lucrano su ciò, vendendo per C. julii esemplari di C. trilineatus.

Le pinne sono invece trasparenti: sulla pinna dorsale è presente una grossa macchia nera, mentre sulla coda è presente la continuazione del medesimo disegno maculato del corpo.
Le femmine, a parità d'età, sono più grosse e robuste rispetto ai maschi.

## Biologia
Si tratta di pesci assai pacifici, che vivono sul fondo in gruppetti di una decina d'individui, nei quali i maschi sono sempre in numero maggiore rispetto alle femmine: talvolta, anche in natura, formano gruppi misti anche con altre specie di Corydoras. Si muovono prevalentemente di notte. Caratteristica comune a tutti i membri del genere è quella di risalire periodicamente in superficie per inghiottire dell'aria atmosferica: viaggiando attraverso il tubo digerente, l'ossigeno presente viene assorbito e gli altri gas espulsi per via rettale.

### Alimentazione
Si tratta di animali onnivori, che si nutrono praticamente di tutto ciò che cade dall'alto: pur avendo una dieta basata sul materiale di origine vegetale, non disdegnano di mangiare piccoli invertebrati nascosti nel substrato o carogne ed esemplari malati di altri animali.

### Riproduzione
La riproduzione avviene solitamente dopo la stagione delle piogge: anche in cattività, per stimolare l'evento riproduttivo si modificano i parametri dell'acqua (diminuzione graduale di durezza e temperatura), mentre per stimolare i riproduttori si tende ad alimentarli con mangimi assai nutrienti, come i tubifex.
Dopo una strenua rincorsa, la femmina depone numerose uova bianche e di forma cilindrica su vari substrati, come rocce piatte e foglie di piante acquatiche, che il maschio provvede a fecondare. Molte delle uova vengono mangiate dai genitori stessi per compensare lo sforzo riproduttivo: alla schiusa i piccoli sono quasi del tutto trasparenti e non presentano ancora il caratteristico apparato boccale rivolto verso il basso degli adulti.
In cattività, questi animali possono vivere anche fino a 15 anni: tuttavia, anche in acquario raramente superano il quinto anno d'età.